# Ilhas Tremiti
As Ilhas Tremiti (em italiano Isole Tremiti) compõem um arquipélago italiano no mar Adriático, no sul da Itália.
Administrativamente, as Ilhas Tremiti também formam uma comuna italiana da região da Puglia, província de Foggia, com cerca de 367 habitantes. Estende-se por uma área de 3 km², tendo uma densidade populacional de 122 hab/km².

## Demografia
| Variação demográfica do município entre 1861 e 2011                               |
|                                                                                   |
| Fonte: Istituto Nazionale di Statistica (ISTAT) - Elaboração gráfica da Wikipedia |